# Арегуни
Хребет Арегуни — горный хребет Малого Кавказа в Армении, водораздел между бассейнами Малого Севана и реки Гетик. Тянется на 50 км вдоль северо-восточного берега озера Севан от Севанского перевала на севере до горы Кашатаг. Наивысшая точка — гора Карктасар (2740 м). Состоит из двух параллельных горных цепей, которые разделены долинами рек Драхтик и Баребер. Хребет асимметричен: южные склоны более круты и сильнее расчленены, чем северные.
Хребет сложен вулканогенными породами и песчаниками. Безлесный на всём протяжении по водоразделу, хребет охвачен с трех сторон (с запада, севера и востока) в его северо-западной половине дубовыми и буковыми лесами Дилижанского заповедника, а на южном склоне кое-где прижились молодые сосновые насаждения.

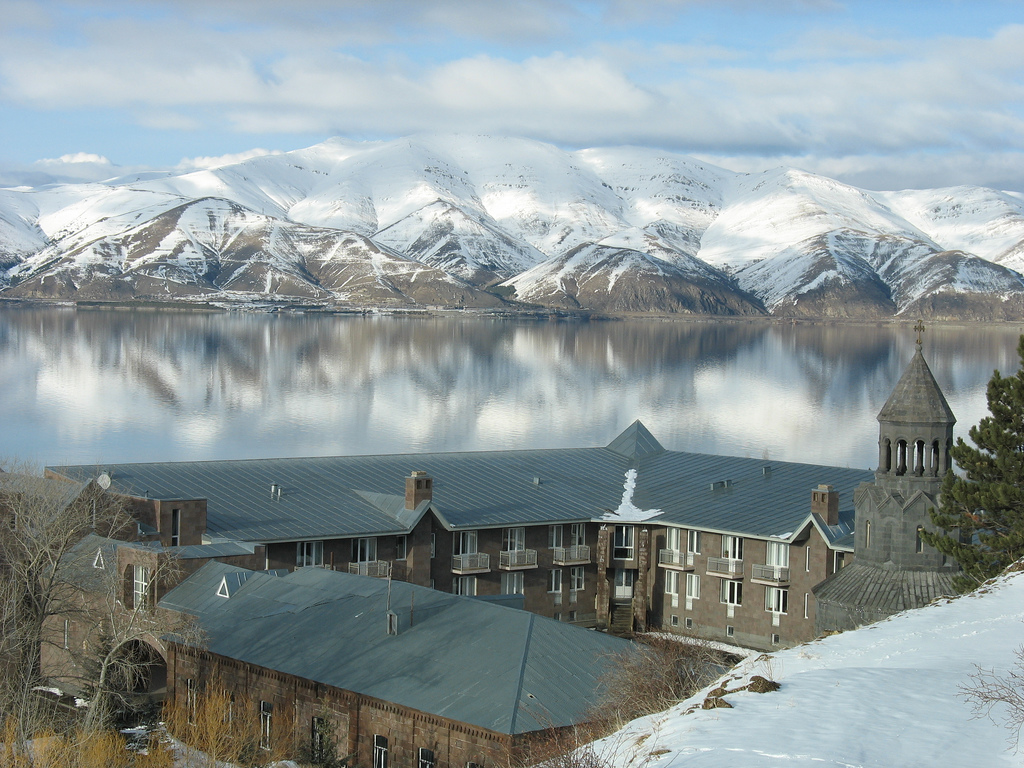
Хребет Арегуни со стороны Севана